# William Duddell
William du Bois Duddell (Londen, 1 juli 1872 – aldaar, 4 november 1917) was een Brits natuurkundige, elektrotechnicus en uitvinder van de draaispoel oscillograaf en andere elektronische meetinstrumenten. Maar hij is het bekendst als de uitvinder van de 'Zingende Boog', het eerste elektronische muziekinstrument.
William werd opgeleid op privé-scholen in het Verenigd Koninkrijk en in Frankrijk en doorliep in hoog tempo via studiebeurzen de prestigieuze City & Guild scholen.

## Zingende booglamp
Voor de opkomst van de gloeilamp werden overal in Europa booglampen gebruikt als elektrische lampen in straatverlichting. Booglampen creëren licht door middel van een boogontlading tussen twee koolstof elektrodes. Deze lampen, die zeer onrendabel waren en relatief dof licht gaven, produceerden ook een constant hoorbare zoemtoon. Duddell werd in 1899 aangesteld om in Londen dit probleem op te lossen.
Tijdens zijn onderzoek kwam hij erachter dat door de elektrische spanning op de booglampen te variëren hij hoorbare tonen kon produceren. Duddell’s muziekinstrument werd bediend met een klavier die de muzikant in staat stelde om via een oscillatorkring de spanning op de booglamp te wijzigen. Hierdoor kon hij verschillende muzieknoten produceren, zonder gebruik te maken van een versterker of luidspreker.
Toen Duddell zijn 'Zingende Booglamp' tentoonstelde aan het Institution of Electrical Engineers (IEE) te Londen begonnen ook de booglampen die aangesloten waren op hetzelfde netwerk in andere gebouwen de noten te spelen van Duddells instrument. Ondanks de mogelijkheden om muziek te verspreiden over het lichtnet sloeg Duddell geen munt uit zijn ontdekking, omdat hij het meer zag als een nieuwigheid. Hij vroeg zelfs geen patent aan.

## Onderscheiding
In 1912 werd William Duddell onderscheiden met de Hughes Medal en werd Fellow of the Royal Society (FRS) in 1913, vier jaar voor zijn vroegtijdige overlijden. In 1923 werd de Duddell Medal – een bronzen medaille met een geldbedrag van £1000 – beschikbaar gesteld aan die persoon die zich verdienstelijk heeft gemaakt voor de wetenschap.